# 5305 Bernievolz
Az 5305 Bernievolz (ideiglenes jelöléssel (5305) 1978 VS5) a Naprendszer kisbolygóövében található aszteroida. Helin és Bus fedezte fel 1978. november 7-én.